# Dominik Jaroslav Duka
Dominik Jaroslav Duka (nascut el 26 d'abril de 1943 a Hradec Králové, Bohèmia, avui a la República Txeca) és el 36è arquebisbe de Praga i un cardenal de l'Església Catòlica. Anteriorment havia servit com a bisbe de Hradec Králové.

## Biografia
Duka va néixer el 1943 a Hradec Králové, fill d'un oficial que estava destinat a RAF Cosford durant la guerra. El 6 de gener de 1969 va fer la professió temporal a l'orde de Predicadors i, el 22 de juny de 1970 va ser ordenat prevere. Durant diversos anys treballà en diverses parròquies de l'arquebisbat de Praga i, el 7 de gener de 1972, va fer la seva professió solemne a l'orde dels dominics.
El 1975 el govern comunista li denegà l'autorització pel ministeri sagrat. Durant quinze anys, fins a la caiguda del règim el 1989, Duka treballà com a dissenyador a les fàbriques de Skoda a Plzeň. Mentrestant, però, treballà en secret a l'orde com a mestre de novicis i mestre de teologia. Estudià a la Facultat Teològica de Litoměřice. El 1979 va obtenir una llicenciatura en teologia a la facultat de teologia de Sant Joan Baptista de Varsòvia. Entre 1981 i 1982 va estar empresonat a Plzeň; i entre 1986 i 1988 va ser Provincial dels Dominics a Bohèmia i Moràvia.
Després de la caiguda del comunisme, Duka va ser elegit President Federal de la Conferència de Superiors Principals i, entre 1992 i 1996, vicepresident de la Unió de Conferències Europees de Superiors Majors. Entre 1990 i 1999 va ser lector a la facultat de teologia a la Universitat Palacký d'Olomouc, ensenyant Introducció a les Sagrades Escriptures i antropologia bíblica.
El 6 de juny de 1998 va ser nomenat bisbe de Hradec Králové, rebent l'ordenacio episcopal el 26 de setembre de 1998. El 13 de febrer de 2010 el Papa Benet XVI el nomenà Arquebisbe de Praga. Al seu nomenament va dir que «L'Ésglésia ha de mantenir un diàleg amb la societat i ha de buscar reconciliar-se amb ella. Fa 20 anys, estàvem eufòrics per la llibertat; avui vivim en una crisi econòmica i financera, i també enmig d'una crisi de valors. Així que la tasca serà una mica més difícil. Però gràcies a tot el que s'ha fet, no serà un viatge cap al desconegut.»
Una de les principals preocupacions de l'arquebisbe Duka va ser l'eterna qüestió sobre la restitució de les propietats de l'Església, que havien estat confiscades pel règim comunista, i que mai no van ser totalment restituïdes o l'Església no va ser compensada. La República Txeca és un dels darrers països europeus que no ha ratificat un tractat amb la Santa Seu. Després de diversos intents en què l'acord fracassà, principalment el 2008 amb el Cardenal Vlk, el govern txec acordà a mitjans de gener del 2012 un pla de compensació, sota el qual les 17 esglésies del país, incloses la catòlica i la protestant, rebrien el 56% de les seves antigues propietats ara en mans de l'estat, estimat en uns 75.000 milions de corones ($3.700 milions), i 59.000 milions de corones ($2.900 milions) com a compensació financera a pagar en els 30 anys vinents. L'estat també deixarà gradualment de cobrir les seves despeses en els 17 anys vinents.
El 18 de febrer de 2012 l'arquebisbe Duka va ser fet cardenal prevere de Santi Marcellino e Pietro. El 21 d'abril de 2012 va ser nomenat membre de la Congregació per als Instituts de Vida Consagrada i Societats de Vida Apostòlica i del Consell Pontifici per a la Justícia i la Pau.
És capella general i gran creu de l'orde de Sant Llàtzer de Jerusalem

## Honors
Gran creu de l'orde de Sant Llàtzer de Jerusalem
 Medalla al Mèrit de I Classe
 Cavaller de la Legió d'Honor